# Loučka (Vsetín)
Loučka (in tedesco Lauczka) è un comune della Repubblica Ceca facente parte del distretto di Vsetín, nella regione di Zlín.